# Alte Gauner
Alte Gauner ist eine Kriminalserie komödiantischer Art des ZDF. Die acht Folgen wurden in kurzen Abständen 1985 zum ersten Mal im Vorabendprogramm ab 18 Uhr ausgestrahlt. Produziert wurde sie von der Berliner Allianz Filmproduktion unter der Leitung von Lilo Pleimes.

## Inhalt
Jede in sich abgeschlossene Episode erzählt von Schwindeleien und Gaunereien, die Menschen jenseits der 50 aus unterschiedlichen Gründen begehen. Sich zwar abseits der Legalität bewegend, doch durchaus liebenswürdig dargestellt, wechseln die Protagonisten von Folge zu Folge. Seriendarsteller gibt es in dieser Produktion nicht.

## Sonstiges
Abgesehen von der Folge Urlaubsgeld wurde die Serie 1987 wiederholt. Regisseur Peter Schamoni spielte in der von ihm inszenierten Episode Fabrikanten selber mit. Walter Gross war in Gesegnete Mahlzeit in einer seiner letzten Rollen zu sehen.

## Kritiken
Die Serie wurde in der Presse gelobt. So befand die B.Z. knapp: „Tragikomische Schmunzelstorys mit erstklassiger Besetzung.“
Brigitte Ehrich schrieb in der Hörzu (Heft 38/1985): „An großen Stars wurde nicht gespart! – Acht Unterhaltungsbonbons, die mal nicht als Betthupferl, sondern schon im Vorabendprogramm angeboten wurden. Um „Alte Gauner“ ging es, die eigentlich alle eher arme kleine Würstchen waren. [...] Karl Wittlinger erzählte Geschichten mit so liebenswerter Spitzfindigkeit, dass man ihnen oft fehlende Logik gern verzieh. Und die ausgesuchte Starbesetzung verlieh auch der miesesten Gaunerei noch einen amüsanten Anstrich an Exklusivität.“

## Episodenliste
| Nr. | Erstausstrahlung  | Titel              | Regie             | Kamera            | Episodendarsteller |
| 1   | 30. August 1985   | Die große Prüfung  | Konrad Sabrautzky | Jacques Steyn     | Johannes Heesters, Brigitte Horney, Brigitte Mira, Martin Semmelrogge, Manfred Lehmann                                        |
| 2   | 31. August 1985   | Fabrikanten        | Peter Schamoni    | Gérard Vandenberg | Harald Leipnitz, Kai Fischer, Margit Geissler, Michael Gahr, Peter Schamoni, Wolfgang Fierek, Toni Netzle                     |
| 3   | 2. September 1985 | Fifty-Fifty        | Konrad Sabrautzky | Jacques Steyn     | Klaus Schwarzkopf, Edda Seippel, Horst Bollmann, Elfriede Kuzmany, Hans-Joachim Grubel, Ilse Pagé, Horst Pinnow               |
| 4   | 3. September 1985 | Gesegnete Mahlzeit | Ralf Gregan       | Michael Steinke   | Gisela Trowe, Brigitte Grothum, Gerhard Friedrich, Ralf Wolter, Cordula Hubrich, Tilly Lauenstein, Gretl Schörg, Walter Gross |
| 5   | 4. September 1985 | Schrittmacher      | Konrad Sabrautzky | Jacques Steyn     | Peter Matić, Dirk Dautzenberg, Friedrich W. Bauschulte, Mathias Eysen, Cornelia Meinhardt                                     |
| 6   | 5. September 1985 | Alte Meister       | Peter Schamoni    | Michael Steinke   | Alice Treff, Marie-Theres Relin, Pinkas Braun, Horst Jüssen, Agi Prandhoff, Dagmar Biener                                     |
| 7   | 6. September 1985 | Urlaubsgeld        | Konrad Sabrautzky | Jacques Steyn     | Gerd Baltus, Karin Baal, Karl-Heinz von Hassel, Inge Marschall, Edith Hancke, Thomas Frey                                     |
| 8   | 7. September 1985 | Arbeitsteilung     | Ralf Gregan       | Michael Steinke   | Karl-Michael Vogler, Ruth-Maria Kubitschek, Simone Brahmann, Matthias Ponnier, Hans-Georg Panczak                             |